# Levelange
Levelange (luxembourgeois : Liewel, par les habitants de la région Leewel) est une section de la commune luxembourgeoise de Beckerich située dans le canton de Redange.